# Cacotherapia angulalis
Cacotherapia angulalis är en fjärilsart som beskrevs av Barnes och Mcdunnough 1918. Cacotherapia angulalis ingår i släktet Cacotherapia och familjen mott. Inga underarter finns listade i Catalogue of Life.